# Ваховка
Ваховка (укр. Вахівка) — село, входит в Вышгородский район Киевской области Украины. Расположено на реке Здвиж.
Население по переписи 2001 года составляло 326 человек. Почтовый индекс — 07311. Телефонный код — 4596. Занимает площадь 1,2 км². Код КОАТУУ — 3221881201.

## Местный совет
07311, Київська обл., Вишгородський р-н, с.Вахівка, вул.Леніна,56